# Campeonato de España de Ciclismo en Ruta 1953
El LII Campeonato de España de Ciclismo en Ruta se disputó en Barcelona el 2 de agosto de 1953 sobre un recorrido de 230 kilómetros.   
El ganador fue el corredor catalán Francisco Masip que se impuso a su compañero de fuga, el mallorquín Andrés Trobat. Francisco Alomar completó el podio.  

## Clasificación final
| Pos. | Ciclista           | Equipo        | Tiempo    |
| ---- | ------------------ | ------------- | --------- |
| 1.   | Francisco Masip    | Torpado       | 7h 10'06" |
| 2.   | Andrés Trobat      | Individual    | m.t.      |
| 3.   | Francisco Alomar   | Individual    | a 8'08"   |
| 4.   | Dalmacio Langarica | Individual    | a 11'14"  |
| 5.   | Jesús Loroño       | Individual    | a 11'14"  |
| 6.   | Miguel Gual        | Individual    | a 12'00"  |
| 7.   | Miguel Bover       | Individual    | a 13'19"  |
| 8.   | Bernardo Ruiz      | Fiorelli      | m.t.      |
| 9.   | Juan Bibiloni      | Individual    | a 14'14"  |
| 10.  | Alberto Sant       | U.C. Terrassa | a 14'42"  |